# Dambelin
Dambelin é uma comuna francesa na região administrativa de Borgonha-Franco-Condado, no departamento de Doubs. Estende-se por uma área de 12,43 km². Em 2010 a comuna tinha 507 habitantes (densidade: 40,8 hab./km²).